# Werner Rademacher (Tischtennisspieler)
Werner Rademacher ist ein ehemaliger Tischtennisspieler der DDR. Er wurde 1949 DDR-Meister im Doppel.

## Erfolge
Rademacher stammt aus Merseburg. Er spielte in den 1940er und 1950er Jahren bei den Vereinen Chemie Leuna und Stahl Merseburg. 1949 gewann er die Landesmeisterschaft von Sachsen-Anhalt. Mehrere Erfolge erzielte er im Doppel mit Wolfgang Kunth. Mit ihm gewann er die 1949 erstmals ausgetragene DDR-Meisterschaft im Doppel. 1950 oder 1952 erreichten sie das Endspiel, ebenso 1951. 1953 wurde er zudem Zweiter im Mixed mit Astrid Horn.